# Liste der Bodendenkmäler in Holzkirchen (Oberbayern)
Auf dieser Seite sind die Bodendenkmäler in dem oberbayerischen Markt Holzkirchen zusammengestellt. Diese Tabelle ist eine Teilliste der Liste der Bodendenkmäler in Bayern. Grundlage ist die Bayerische Denkmalliste, die auf Basis des Bayerischen Denkmalschutzgesetzes vom 1. Oktober 1973 erstmals erstellt wurde und seither durch das Bayerische Landesamt für Denkmalpflege geführt wird. Die folgenden Angaben ersetzen nicht die rechtsverbindliche Auskunft der Denkmalschutzbehörde.

## Bodendenkmäler in Holzkirchen
| Lage       | Objekt | Akten-Nr.     | Bild |
| ---------- | --- | ------------- | ---- |
| (Standort) | Körper- und Tuffplattengräber des frühen Mittelalters. | D-1-8036-0008 |      |
| (Standort) | Untertägige mittelalterliche und frühneuzeitliche Befunde im Bereich der Kath. Kirche                                                                      | D-1-8036-0116 |      |
| (Standort) | Untertägige mittelalterliche und frühneuzeitliche Befunde im Bereich der Kath. Filialkirche                                                                | D-1-8036-0117 |      |
| (Standort) | Untertägige frühneuzeitliche Befunde im Bereich der Kath. Filialkirche St. Sebastian in Kleinhartpenning.                                                  | D-1-8135-0026 |      |
| (Standort) | Körpergräber vor- und frühgeschichtlicher Zeitstellung. | D-1-8136-0001 |      |
| (Standort) | Untertägige mittelalterliche und frühneuzeitliche Befunde im Bereich der Kath. Filialkirche St. Ulrich in Thann und ihres Vorgängerbaus.                   | D-1-8136-0069 |      |
| (Standort) | Siedlung der Bronzezeit. | D-1-8136-0073 |      |
| (Standort) | Untertägige mittelalterliche und frühneuzeitliche Befunde im Bereich der Kath. Pfarrkirche Mariä Heimsuchung in Großhartpenning und ihrer Vorgängerbauten. | D-1-8136-0077 |      |
| (Standort) | Untertägige spätmittelalterliche und frühneuzeitliche Befunde im Bereich der Kath. Kapelle                                                                 | D-1-8136-0080 |      |
| (Standort) | Untertägige mittelalterliche und frühneuzeitliche Befunde im Bereich der Kath. Pfarrkirche St. Laurentius in Holzkirchen und ihrer Vorgängerbauten.        | D-1-8136-0081 |      |
| (Standort) | Untertägige frühneuzeitliche Befunde im Bereich der Kath. Friedhofs- und Pestkapelle                                                                       | D-1-8136-0082 |      |
| (Standort) | Untertägige mittelalterliche und frühneuzeitliche Befunde im Bereich der Kath. Filialkirche St. Margaretha in Roggersdorf.                                 | D-1-8136-0084 |      |
| (Standort) | Untertägige mittelalterliche und frühneuzeitliche Befunde im Bereich der Kath. Filialkirche St. Bartholomäus in Sufferloh und ihres Vorgängerbaus.         | D-1-8136-0086 |      |